# Pak Choi
Pak Choi, auch Pak Choy, Pok Choi bzw. im Deutschen Chinesischer Senfkohl oder Chinesischer Blätterkohl (Brassica rapa subsp. chinensis) genannt, ist ein naher Verwandter des Chinakohls. Er bildet lockere Köpfe mit hellen Blattrippen. Die Blätter sind von dunklerem Grün, ähnlich denen des Mangolds.
Der auch aus der Familie der Kreuzblütler stammende und somit verwandte Choi Sum (Brassica rapa subsp. parachinensis, 菜心, englisch choy sum, choi sum) wird umgangssprachlich auch als Falscher Pak Choi bezeichnet. Verwandt ist auch der Kai-lan (Brassica oleracea var. alboglabra).

## Namensgebung
Der Name „Pak Choi“ leitet sich von kantonesisch 白菜, Jyutping baak6coi3 – „weißes Gemüse“ ab. Im Mandarin-Chinesischen lautet die Bezeichnung Xiaobaicai (chinesisch 小白菜 – „kleines weißes Gemüse“) oder umgangssprachlich Qingcai (青菜 – „grünes Gemüse“). Aufgrund der gleichen Schriftzeichen im Chinesischen soll die Wortherkunft aus dem Kantonesischen nicht mit der chinesischen Bezeichnung aus dem Hochchinesisch für Chinakohl Brassica rapa subsp. pekinensis (白菜,  báicài, auch 大白菜,  dàbáicài) verwechselt werden.
Im Englischen wird er auch als Bok Choy, Bok Choi bezeichnet, im Niederländischen ist er hingegen meist als Paksoi bekannt.

## Varietät
Die Kulturvarietät von Pak Choi mit „kleineren Köpfen“ wird als Baby Pak Choi (kant. 白菜仔 – „kleiner Pak Choi“) bezeichnet. Hingegen hat Shanghai Pak Choi (chin. 上海白菜,  shànghǎi báicài, ugs. auch 上海青,  shànghǎiqīng) grüne Blattrippen und -stiele. Daneben existiert manchmal auch die Bezeichnung „Shanghai Baby Pak Choi“.

## Herkunft und Anbau
In seinem Ursprungsland China und in Asien wird Pak Choi in großem Maßstab angebaut. Obwohl die Pflanze die feuchte Wärme asiatischer Klimazonen bevorzugt, ist ein Anbau in gemäßigten europäischen Regionen, auch im eigenen Garten, möglich. Pak Choi wird seit ca. 2004 in den Niederlanden gezüchtet. Die rasch wachsende, wärmeliebende Pflanze wird in Treibhäusern kultiviert und kann nach sechs bis acht Wochen geerntet werden.
Im Freiland wird Pak Choi in Europa auch in Spanien (Murcia) angebaut.

## Beschreibung und Verwendung
Die Pflanzen bilden Rosetten aus kurzstieligen, kreisförmig angeordneten Blättern mit hellen, saftigen Blattrippen. Zubereitet werden die Rosetten als Gemüse gekocht oder roh als Salat gegessen. Pak Choi hat einen leicht senfartigen, aromatischen Geschmack, der stark an die hellen Blätter des Blumenkohl und entfernt an Chinakohl erinnert.
Pak Choi lässt sich in Gerichten an Stelle von Mangold oder Spinat einsetzen. Insbesondere der Baby Pak Choi kommt diesen von den Kocheigenschaften her sehr nahe. Da Pak Choi viel Feuchtigkeit enthält, sollte er möglichst frisch verarbeitet werden.

Verschiedene Pak Choi-Sorten
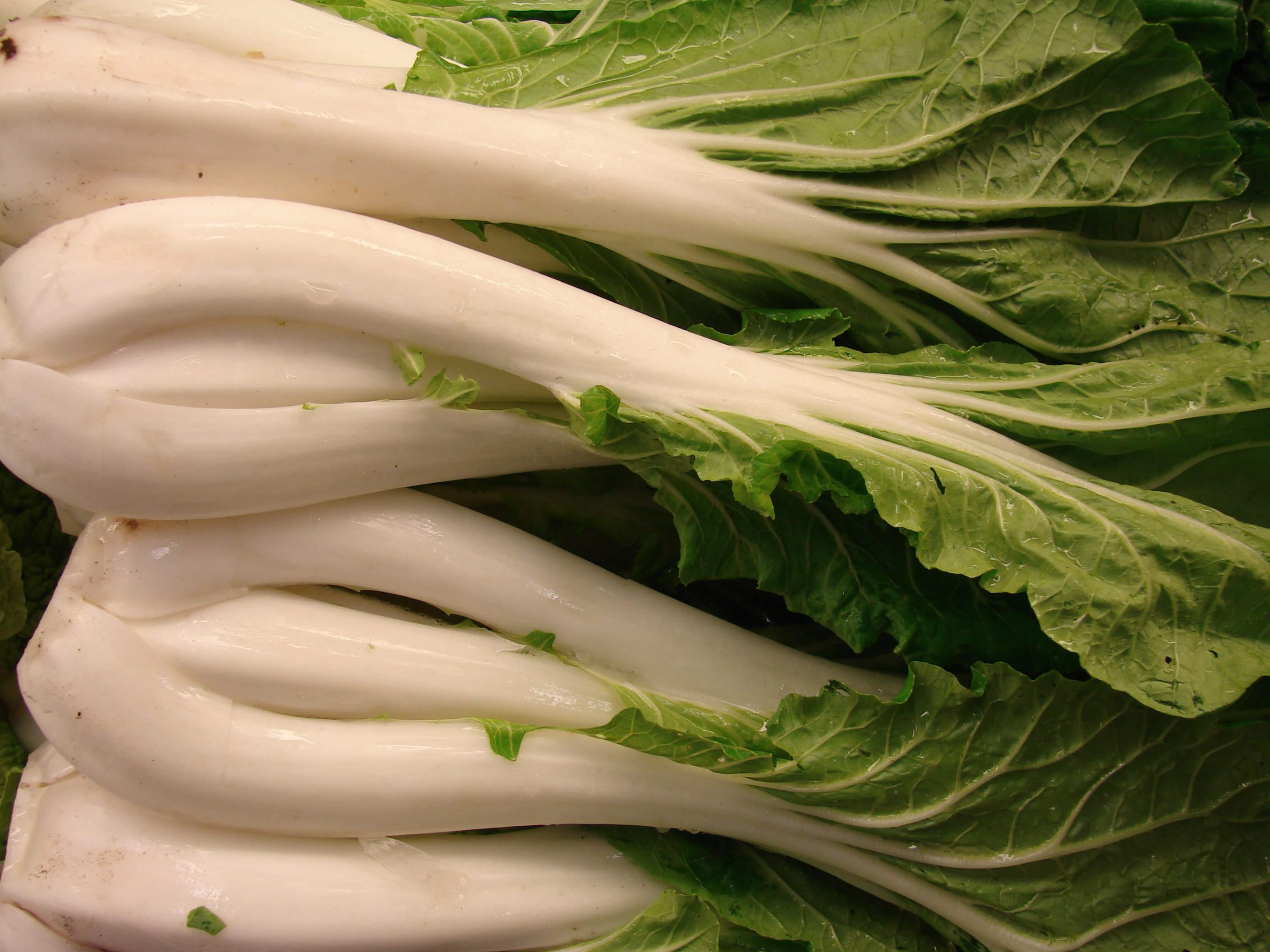
Pak Choi – weiße Blattrippen und -stiele
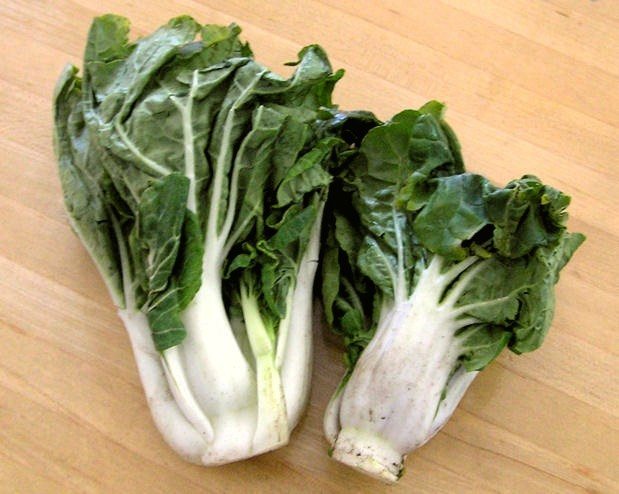
Baby Pak Choi – wesentlich kleiner
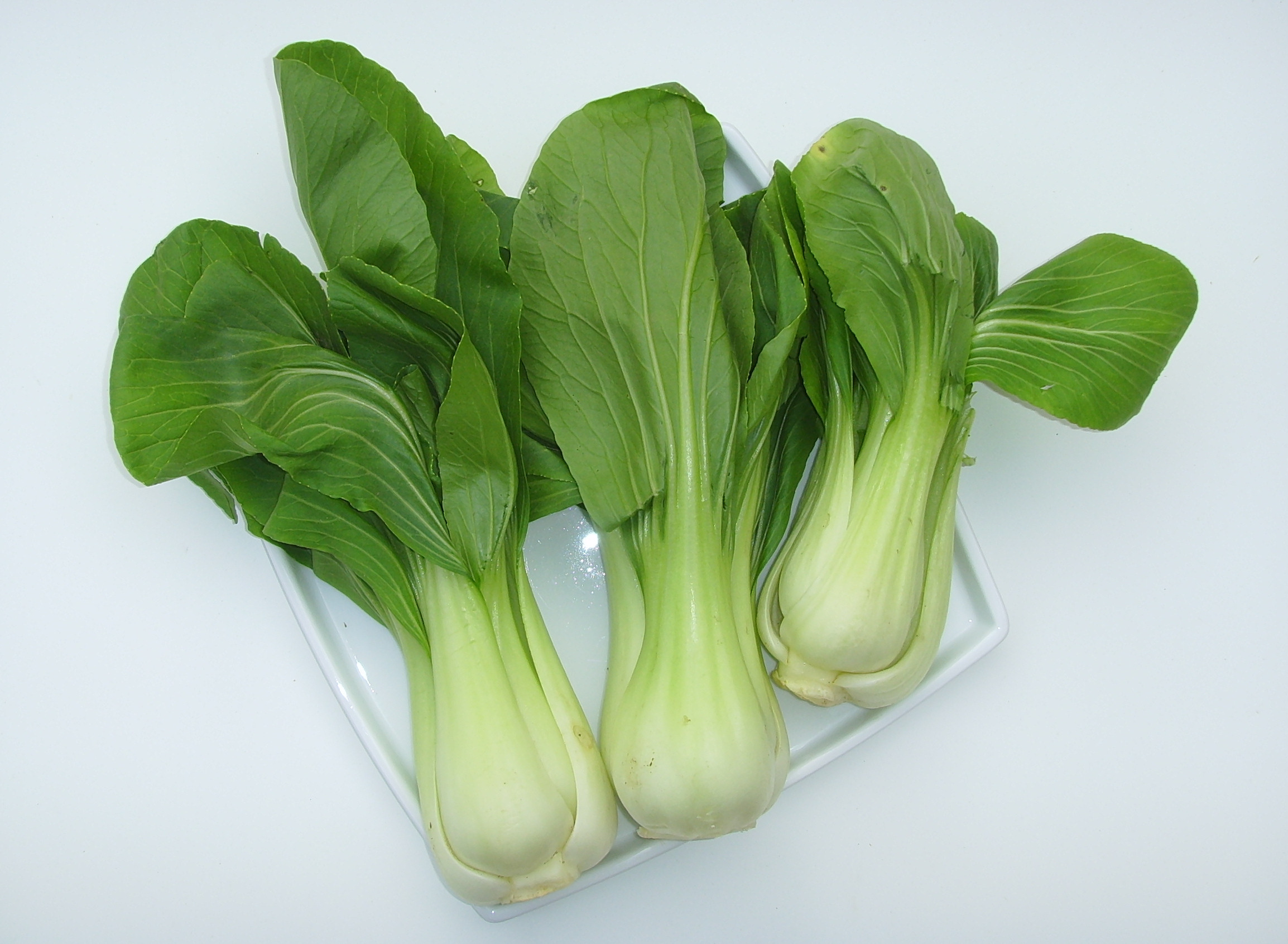
Shanghai Pak Choi – leicht grünlicher
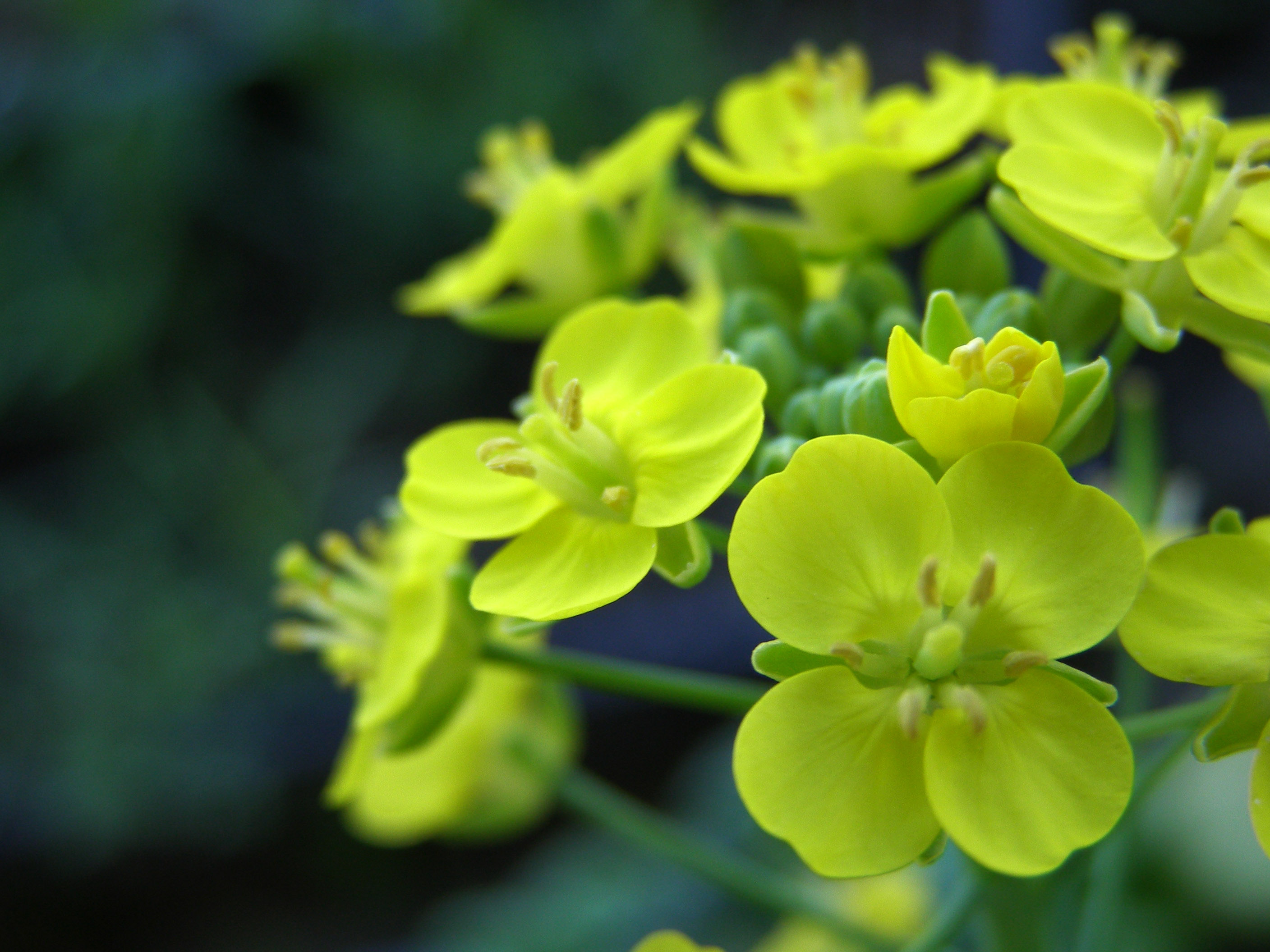
Typisch gelbe Blüten des Pak Chois
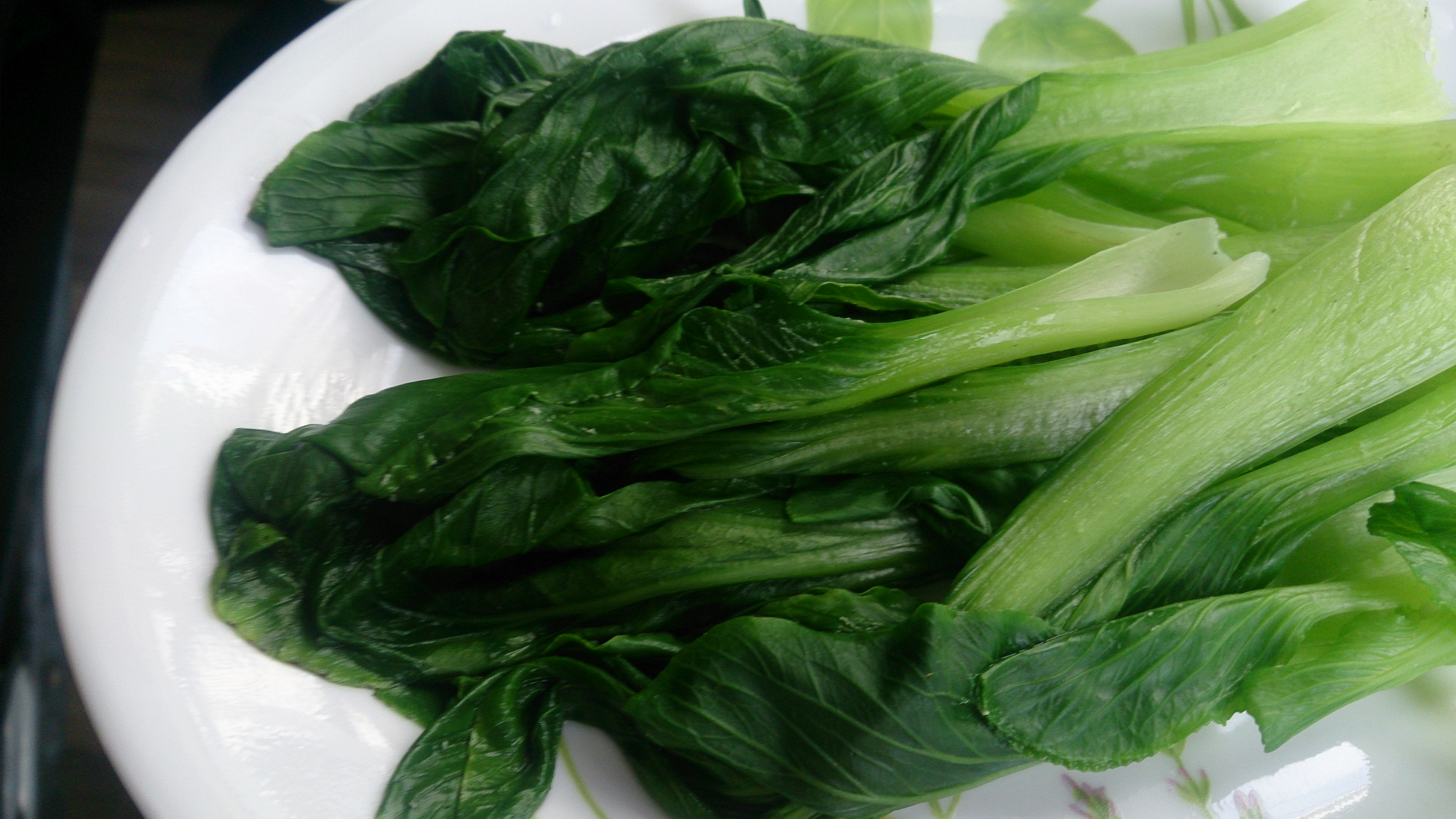
Shanghai Pak Choi – zubereitet als Gericht
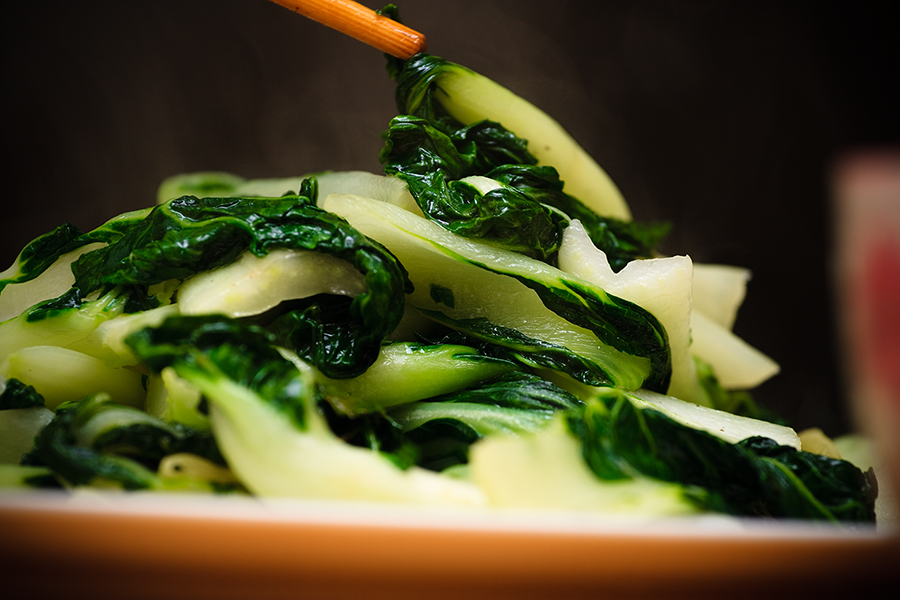
Baby Pak Choi – einfach zubereitet

## Inhaltsstoffe
Pak-Choi enthält viel Kalium und Carotin, Calcium, Vitamin C und einige B-Vitamine, zudem auch sekundäre Pflanzenstoffe wie Flavonoide, Phenolsäure und Glucosinolate (Senföle). Letzteren wird eine antibiotische bzw. keimtötende Wirkung zugeschrieben. Die Werte der Inhaltsstoffe dienen als allgemeine Orientierung, da Umwelt- und Anbaubedingung einen Einfluss auf die Höhe dieser Werte haben.
| Brennwert         | Wasser | Fett  | Eiweiß | Kohlenhydrate | Ballaststoffe | Zucker |
| ----------------- | ------ | ----- | ------ | ------------- | ------------- | ------ |
| 54,4 kJ (13 kcal) | 95,3 g | 0,2 g | 1,5 g  | 2,9 g         | 1,0 g         | 1,2 g  |

| Gesätt. Fettsäuren | Einf. ungesätt. Fettsäuren | Mehrf. ungesätt. Fettsäuren | Folsäure |
| ------------------ | -------------------------- | --------------------------- | -------- |
| 27 mg              | 15 mg                      | 96 mg                       | 66 µg    |

| Eisen  | Kupfer | Kalium | Kalzium | Magn. | Natrium | Phosphor | Selen  | Zink    |
| ------ | ------ | ------ | ------- | ----- | ------- | -------- | ------ | ------- |
| 0,8 mg | 21 µg  | 250 mg | 110 mg  | 19 mg | 65 mg   | 37 mg    | 0,5 µg | 0,19 mg |

| β-Carotin | Vita. A | Vita. B1 | Vita. B2 | Vita. B3 | Vita. B5 | Vita. B6 | Vita. C | Vita. K1 |
| --------- | ------- | -------- | -------- | -------- | -------- | -------- | ------- | -------- |
| 2,68 mg   | 0,22 mg | 40 µg    | 70 µg    | 0,5 mg   | 88 µg    | 0,19 mg  | 45 mg   | 45,6 µg  |

Quelle zu den Tabellen: 
Fußnote